# Jazz in België

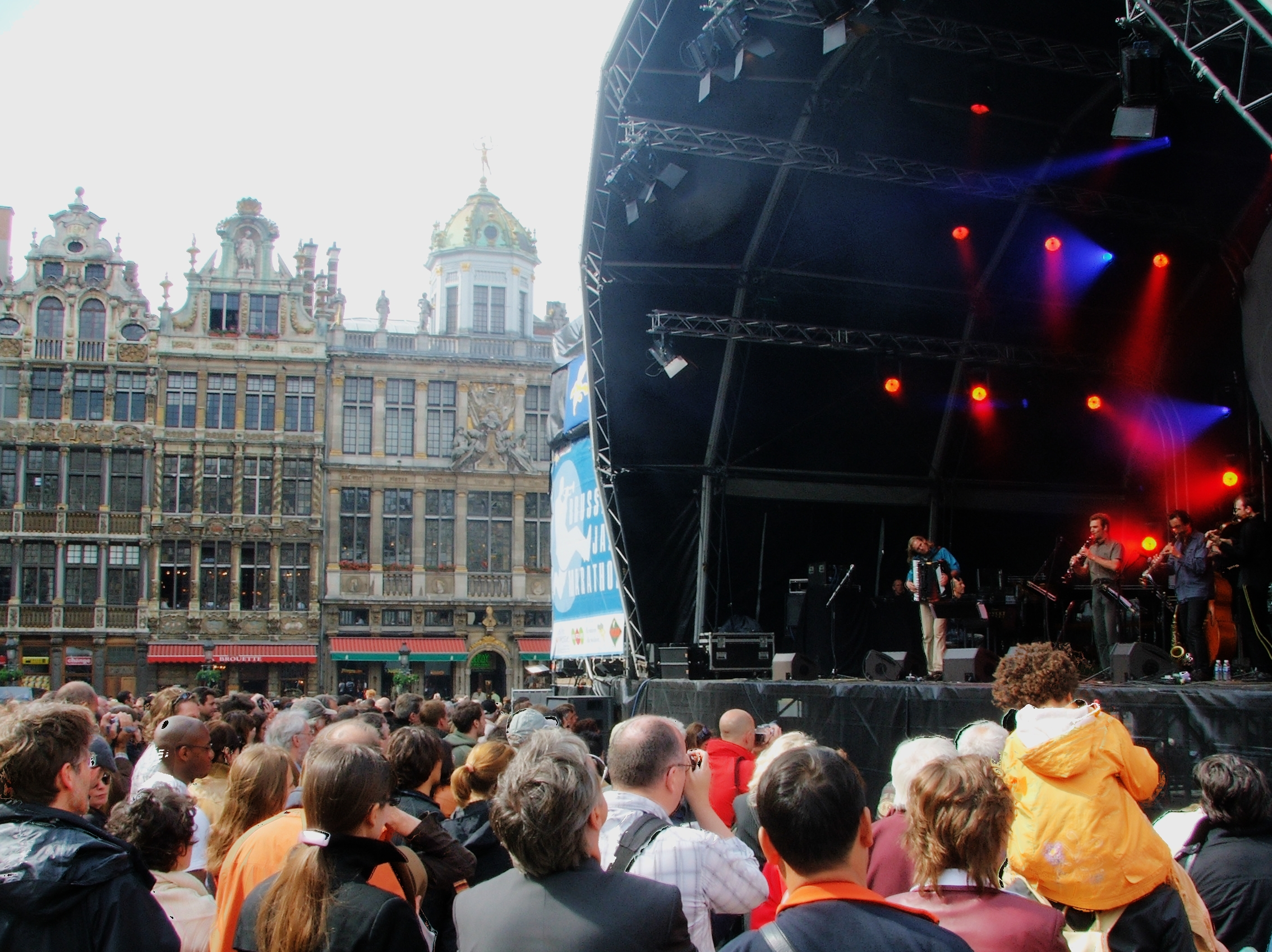
Brussels Jazz Marathon, nu Brussels Jazz Weekend, op de Grote Markt

Jazz in België beschrijft de ontwikkeling van de jazzstijlen in België vanaf de jaren twintig van de 20e eeuw tot heden, en de jazzmusici en -promotors die daarbij een rol hebben gespeeld. Samen met Frankrijk en Groot-Brittannië behoorde België tot de eerste drie Europese landen waar sinds het begin van vorige eeuw jazz werd gespeeld. De prominente plaats die België in de ontwikkeling van de Europese jazz inneemt, heeft het niet alleen te danken aan talentrijke muzikanten, maar zeker ook aan de pioniersgeest van gedreven jazzpromotors zoals Félix-Robert Faecq en Robert Goffin.
Tijdens de 20e eeuw kende België verschillende 'gouden periodes' of 'gouden eeuwen' van de jazz. De eerste begon na de prejazzperiode met een optreden van de Mitchell's Jazz Kings, een groep zwarte muzikanten die op 24 januari 1920 te zien waren in de revue "Laisse-les tomber" in het Alhambra te Brussel. Hun doortocht zou de oprichting van talrijke Belgische jazzbands tot gevolg hebben, zoals de Bing Boys en de Mohawk's Jazz Band. Eveneens in 1920 werd de eerste Europese bigband opgericht: het Bistrouille Amateur Dance Orchestra ("B.A.D.O."). Ook Musique Magazine, het eerste jazzmagazine ter wereld, zag het licht in de jaren twintig. De tweede gouden periode brak na de Bevrijding (1945) aan, met de oprichting van de Bob Shots (het eerste nationale boporkest), en de oprichting van de Jazz Club de Belgique die zowat alle grote namen uit de jazzwereld te gast zou krijgen. Figuren die in deze periode op de voorgrond traden, waren onder meer Bobby Jaspar, Jacques Pelzer, Toots Thielemans en René Thomas. In de jaren zestig en zeventig kende jazz een terugval in populariteit, waarna in de jaren tachtig een nieuwe, derde bloeiperiode werd ingezet.
Tot ongeveer de jaren zeventig was Belgische jazzgeschiedenis een opeenvolging van stijlperiodes, waarbij de ontwikkelingen vrijwel parallel liepen met die in de Verenigde Staten: van de prejazzperiode met minstrel shows, ragtime en cakewalk naar New Orleansjazz, naar swing, vervolgens de bebopperiode, cooljazz en freejazz. Vanaf de late jaren tachtig werd het echter moeilijk om jazz als apart genre te beschrijven vanwege de vele stijlen en trends die elkaar begonnen te beïnvloeden. Eind 20e eeuw lijkt het persoonlijke, direct herkenbare van de grote jazzspelers uit het verleden te zijn vervangen door een vaak verbluffende technische virtuositeit en stilistische flexibiliteit.

## Geschiedenis

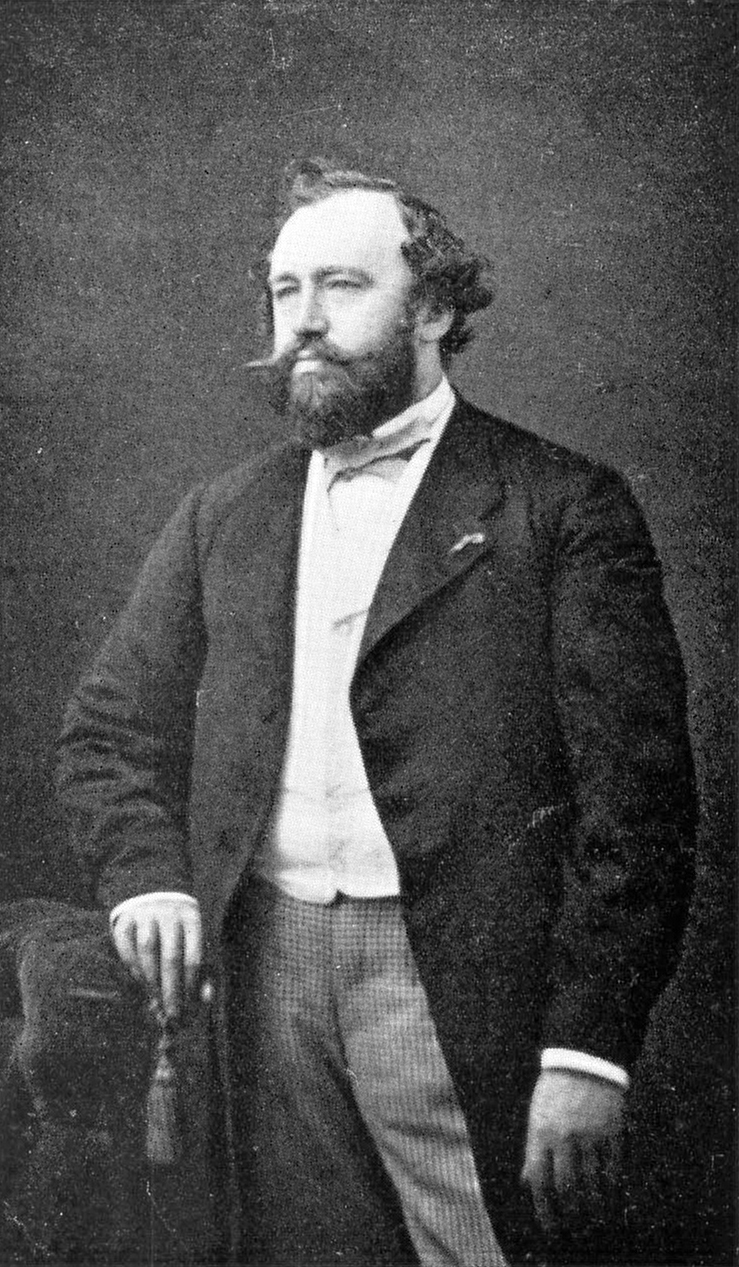
De geschiedenis van de jazz in België begint wellicht met de Dinantse instrumentenbouwer Adolphe Sax, wiens saxofoon zich omstreeks 1900 na opname in militaire bands in New Orleans zou ontwikkelen tot het jazzinstrument bij uitstek.

Dat de Amerikaanse invloed zich vanaf het einde van de Eerste Wereldoorlog ook op muziekgebied deed gelden, is niet zo verwonderlijk. De Verenigde Staten waren politiek en economisch als sterkste grootmacht uit de oorlog gekomen en na de oorlog dompelden Belgen en andere Europeanen zich onder in de Amerikaanse cultuur via films, muziek en rechtstreekse contacten met Amerikaanse soldaten en orkesten. Het optimisme van "the roaring twenties" (ook "Jazz Age" genoemd) in de VS sloeg over op België toen daar vanaf de jaren twintig de welvaart begon te stijgen. Opwindende nieuwigheden als jazz sloegen aan bij een publiek dat zich na de vreselijke oorlogsjaren vooral wilde vermaken. Jazz leek op het juiste tijdstip te zijn overgewaaid uit de Verenigde Staten.

### Prejazz (vóór 1917)

#### Invloedrijke ontwikkelingen
De prejazzperiode is de tijd voordat jazz erkend werd als een individuele stijl. In de periode van de minstrels, aan het einde van de 19e eeuw, betekende de opkomst van de eerste opnametechnieken een belangrijke stimulans voor jazz en voor muziek in het algemeen. In 1877 ontwikkelde Thomas Alva Edison de fonograaf en een jaar later werd zijn uitvinding gedemonstreerd tijdens een tentoonstelling in Brussel, in het Panopticum Castan. In 1902 zou in Luik een winkel opengaan met Edison grafofoons en grammofoons, en een keuze uit 10.000 cilinders met opnames. België had lange tijd geen eigen opnamestudio's, zodat bij de verspreiding van de (pre)jazzmuziek tot na de Eerste Wereldoorlog beroep werd gedaan op buitenlandse platenlabels zoals Colombia, Zonophone en Favorite.
Een andere uitvinding die een groot aandeel had in de ontwikkeling van de jazzmuziek, was het nieuwe instrument van Adolphe Sax: de saxofoon. Tegen 1890 werden saxofoons in de Verenigde Staten gemaakt door C.G. Conn Ltd. en Buescher Band Instrument Company, en virtuoze saxofonisten als de Belg Jean Moeremans, die in het orkest van John Philip Sousa speelde, zorgden voor verdere popularisering van het instrument. Al snel werd de saxofoon hét symbool van een nieuwsoortige muziek die zich stilaan ontwikkelde tegen het einde van de 19e eeuw. Belgische muzikanten behoorden tot de eersten die opnames maakten van saxofoonsolo's in Amerika. Zo maakte Eugene Coffin opnames op wascilinders (1895-1896), en altsaxofonist Jean Moeremans zorgde voor een andere eersteling door in 1897 als eerste ter wereld opnames van saxofoonsolo’s te maken op grammofoonplaat voor de Victor Talking Machine Company.

#### Brassbands en minstrel shows

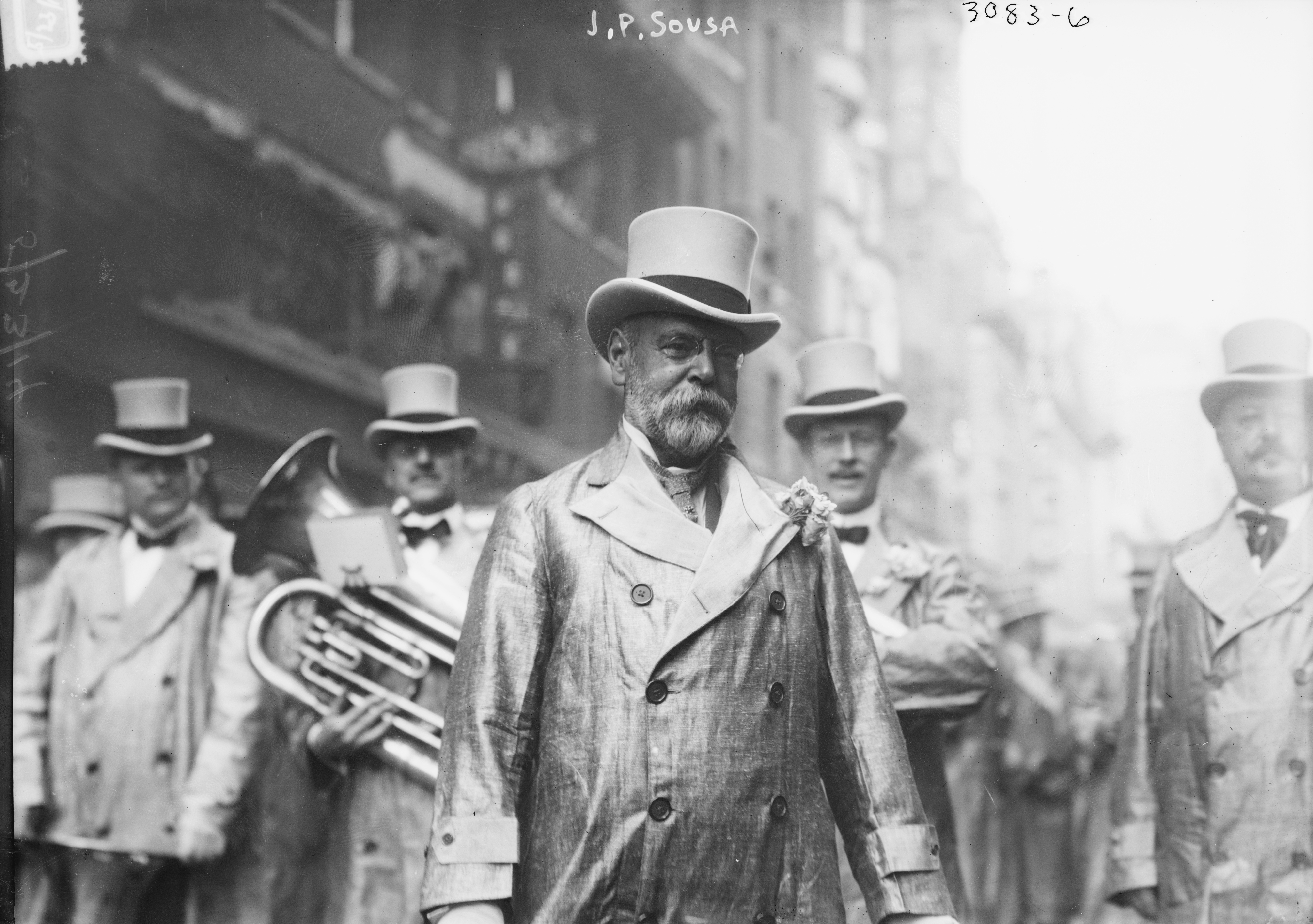
John Philip Sousa omstreeks 1910

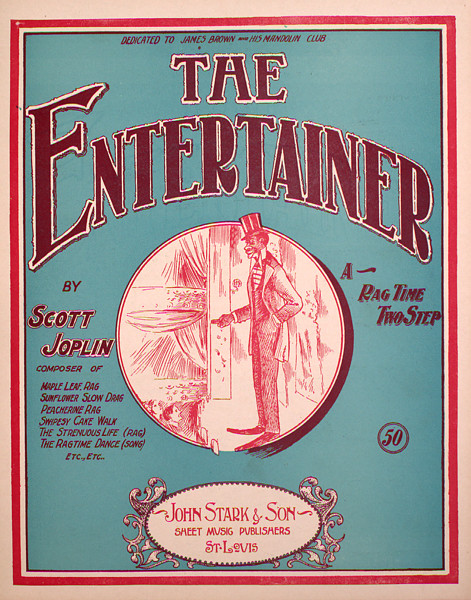
Ragtimenummer van Scott Joplin

Volgens Robert Pernet zouden de Hooley’s Minstrels het genre reeds tijdens hun Europese tournee in 1851 in Brussel geïntroduceerd hebben. Met meer zekerheid kan worden gesteld dat in 1881 een (eerste) Amerikaanse minstrel show in België plaatsvond, gevolgd door soortgelijke spektakels en optredens in de loop der jaren. Het succes van de zwarte en geschminkte blanke minstrels op de Belgische podia zou meer dan vijftig jaar duren.
Tegen 1900 hadden de Belgische muziekliefhebbers kennisgemaakt met verschillende Amerikaanse brassbands (fanfares). John Philip Sousa's orkest was daar een van de bekendste van. Deze bands maakten tournees door Europa en speelden behalve marsen en symfonieën ook "cakewalks" en "ragtimes", beide gekenmerkt door gesyncopeerde ritmes. De Belgische componist Louis Frémaux volgde in hun voetsporen en maakte een cakewalkcompositie, getiteld Bruxelles Cake-Walk.
Omstreeks 1900 ontstond er als gevolg van de koloniale periode in de Belgische geschiedenis belangstelling voor de vrolijke 'negermuziek' en hun blanke imitators. Ook vele nieuwe dansen waaiden over en verdrongen de polka's, polonaises en andere dansen. Vooral in het Antwerpse en Brusselse uitgaansleven had deze aanvankelijk als parodie bedoelde gesyncopeerde muziek veel succes omwille van de sfeer en dansbaarheid.

#### Ragtime
Ragtime is een muzikaal genre dat zijn hoogtepunt in populariteit beleefde tussen 1897 en 1918. Het belangrijkste kenmerk is het syncopische, of "versleten" (ragged), ritme. Het begon als dansmuziek in de rosse buurten van Amerikaanse steden zoals Saint Louis en New Orleans, voordat het werd gepubliceerd als populaire bladmuziek voor piano. Ragtime was een aanpassing van de populaire marsmuziek zoals gemaakt door John Philip Sousa, met extra polyritmiek uit Afrikaanse muziek. De ragtimecomponist Scott Joplin werd beroemd door de Maple Leaf Rag uit 1899 en een reeks van ragtimehits die daarop volgden. Later werd hij evenwel vergeten, behalve door een kleine, toegewijde gemeenschap van ragtimeliefhebbers, en dit duurde tot de grote ragtimeopleving in de vroege jaren zeventig. Maple Leaf Rag had een sterke invloed op latere ragtimecomponisten met zijn melodielijnen, harmonische progressies en ritmes.
Terwijl in Amerika de termen rag en ragtime populair waren, sprak men in België over 'intermezzo'. Ragtime werd als bonte mengeling van stijlen een rechtstreekse voorloper van de jazz. Van heel wat Belgische componisten bestaan ragtime-partituren uit die periode, maar er zijn geen opnames van bewaard gebleven. In diezelfde periode vierden fanfare en militaire muziek hoogtij. Het meest gereputeerde orkest, met ook een aantal Belgische muzikanten, was dat van de Amerikaan John Philip Sousa. Ook hier leverden Belgische componisten succesvol werk. Een belangrijk jaartal voor de verbreiding van de populaire Amerikaanse muziek is 1910, de Internationale Wereldtentoonstelling te Brussel, met het bezoek van het orkest van Philip Sousa. Ook het Amerikaanse orkest The Alabama Minstrels trad toen op, en speelde waarschijnlijk ragtime. Louis Frémaux met zijn ragtime-compositie Toboggan, uitgebracht onder het platenlabel 'Disque Pathé', werd in 1907 bekend in heel Europa. Het werd een gouden tijd voor de ragtime in België. Ook muziek van tijdgenoten van Frémaux zoals Jack Bruske werd overal gespeeld of opgevoerd in bars, dancings en theaters.

### Vroege jazz (Dixieland, 1917–1930)
In de beginfase zijn er verschillende kanalen aan te wijzen die de verspreiding van de jazz in België hebben in de hand gewerkt. Vooreerst was er het nachtleven in de Brusselse dancings die de laatste jazzdeuntjes ten gehore brachten. Andere belangrijke kanalen ter verspreiding van de nieuwe muziek waren de muziekuitgeverijen, de opkomende platenindustrie, de radio, de cinema en de pers. Bij die laatstgenoemde speelde vooral het nieuwe tijdschrift Music een grote rol.
Een aantal nieuwe ontwikkelingen van technologieën vergemakkelijkten de verspreiding van de jazzmuziek. Eind jaren twintig waren er in België ruim een miljoen radio's en meer dan 1000 filmzalen, en dan was er ook de opkomst van het toerisme in het interbellum, samen met een toenemende mobiliteit. Belgen kregen in 1936 betaald verlof (eerst slechts 6 dagen) zodat ook de werkende klasse zich nu een uitstap kon permitteren.
In de jaren twintig en nog meer in de jaren dertig werden Brussel, Antwerpen en Luik de drie Belgische centra voor de ontwikkeling van de nieuwe muziek. In de zomer namen de casino’s in toeristische badplaatsen en kuuroorden als Oostende, Blankenberge, Spa en Chaudfontaine deze rol over door danslustige vakantiegangers uit de hoofdsteden te lokken. Deze situatie zou duren tot aan het begin van de jaren negentig, toen andere centra ontstonden zoals Gent en Brugge, terwijl Luik wat aan belang verloor als gevolg van het vertrek van enkele lokale jazzmusici na het verdwijnen van een aantal kleinere jazzpodia.

#### Doorbraak van jazz na WO I

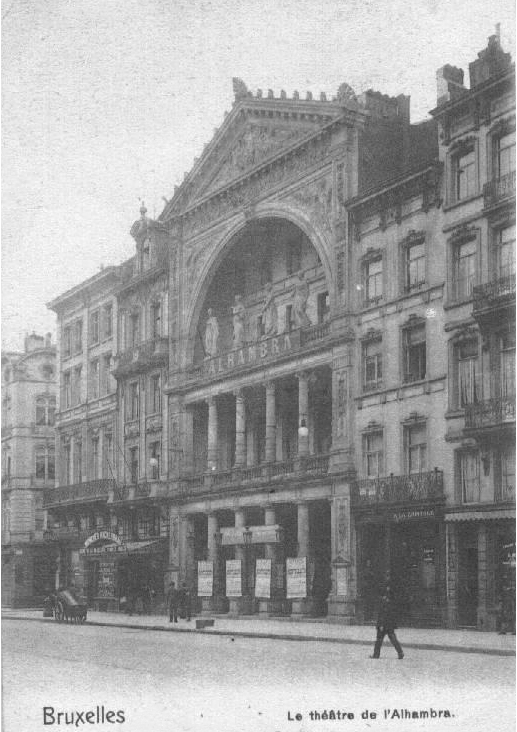
Het Brusselse theater Alhambra in 1904. Het optreden van de Mitchell's Jazz Kings in januari 1920 aldaar maakte het Belgische publiek enthousiast voor jazz, en had tot gevolg dat in België talrijke jazzorkesten ontstonden.

Pas na de Eerste Wereldoorlog drong de jazz in België werkelijk door. Belangrijke figuren bij de ontwikkeling van de jazz in België waren Félix Faecq en Robert Goffin. Félix Faecq maakte kennis met de jazzmuziek na de oorlog van 14-18 via de Amerikaanse en Canadese soldaten die het land bevrijdden. Robert Goffin hoorde twee soldaten ragtimeliederen zingen zoals "Are you from Dixie?" en het liedje "Robinson Crusoe "("What did R.Crusoe do on Friday with saturday night?"). Goffin zette zich samen met enkele studiegenoten van de Brusselse rechtsfaculteit ook zelf aan het musiceren in de lokale cafés en dancings. Tot het midden van de jaren twintig waren foxtrot en jazz haast synoniemen in België. Volgens Faecq was het pas toen ze de originele zwarte orkesten hier zagen optreden dat hij en zijn vriend Goffin begrepen dat jazz meer was dan alleen maar dansmuziek. Samen ontdekten ze de jazzmuziek door in de Alhambra te luisteren naar de New Yorkse jazzband Mitchell's Jazz Kings en andere zwarte orkesten. België was in die periode feitelijk de 'jazzhoofdstad' van Europa geworden. Die optredens van Amerikaanse orkesten en de eerste jazzuitzendingen op de radio misten hun effect niet bij enthousiaste Belgische muzikanten. Naar het voorbeeld van de Amerikaanse orkesten begonnen zij de muziek te spelen die bekend werd als dixieland of kortweg jazz. Er vormden zich ook blanke jazzorkesten die succes oogstten, zoals The Bing Boys (1920) van klarinettist Charles Remue, die nu beschouwd wordt als een pionier van de jazz in België. Met dit orkest en andere bands als The White Diamonds en The Stompers introduceerde Remue de dixielandstijl in België.

#### Centra van jazzmuziek
Vanaf de jaren twintig, en zelfs nog meer in de jaren dertig, zijn Brussel, Antwerpen en Luik in opkomst als de drie belangrijkste centra bij de ontwikkeling van de nieuwe dansmuziek. In die periode was in Antwerpen onder andere al de Mohawk's Jazz Band actief en daarnaast wierpen vele andere groepen zich op de nieuwe muziek, vooral in Brussel en in Antwerpen. Ze modelleerden zich vooral naar de Amerikaanse Chicago- of dixielandstijl, met collectieve improvisatie als kenmerk. Tientallen orkesten brachten zo de roaring twenties naar België. Faecq zorgde ervoor dat de eerste Belgische jazzplaten van het label Gennett (via Chicago over Londen) België binnenkwamen. Faecq begon (samen met zijn schoolvriend Paul Mayaert) ook met het in 1924 uitgebrachte "Musique Magazine", dat mogelijk het eerste muziektijdschrift ter wereld was waarin ernstig over jazz werd geschreven. Het werd later omgedoopt tot "Music" en nog later tot "Actualité Musicale". Na een bezoek aan New Orleans schreef Robert Goffin hierin de eerste artikelenreeks ter wereld over jazz: "Aux frontières du jazz", dat hij later zou uitwerken tot een gelijknamig boek. Het betekende een doorbraak voor de bekendmaking van jazz in België, want in het enige andere bestaande tijdschrift, La Revue Musicale Belge van Marcel Poot, werd niet over jazz gesproken, maar vooral over fanfaremuziek.

#### Eerste Belgische jazzorkesten
In de jaren twintig bestond een typische jazzband uit trompet of kornet, soms een trombone, twee saxofoons en een ritmesectie met piano, banjo en slagwerk.
De muzikanten die de nieuwe manier van muziek maken omhelsden, bestonden enerzijds uit beroepsmuzikanten die leerden met 'jazzy' accenten te spelen, en anderzijds uit een grote groep amateurmuzikanten die alsmaar professioneler werden. Vooral deze laatste groep zou wegen op de popularisering van jazzmuziek in België.
Tot de bekendste van deze amateurformaties uit de jaren twintig behoorden de Bistrouille Amateurs Jazz Kings, die werden geïnspireerd door de Mitchell’s Jazz Kings. Later herdoopt tot Bistrouille A.D.O. groeide het orkest uit tot een bigband met achttien muzikanten, waarin talrijke Belgische jazzmuzikanten ‘school’ liepen in een tijd dat jazz nog geen plaats had verworven in muziekscholen of conservatoria. Bekende leden waren David Bee, John Ouwerx, Peter Packay en Stan Brenders. Zowel Brenders als het Bistrouille-orkest speelden op het allereerste Belgische jazzconcert op 15 januari 1926. De 'agent' van de band was zakenman Félix-Robert Faecq. Andere "Amateurs Dance Orchestra's" uit deze pionierstijd waren, volgens Robert Pernets Jazz in Little Belgium: The Waikiki's, Les Minstrels A.D.O., Le Hot & Swing A.D.O., The Collegians, The Excellos Five, The Miami Jazz-Band, The White Diamonds, The Red Beans van Bee en Packay, de Antwerpse Mohawk's Jazz Band en de Doctor Mysterious Six (met trompettist Robert Goffin). Zie ook Lijst van Belgische jazzbands 1920-1970.

#### Eerste Belgische jazzopnamen

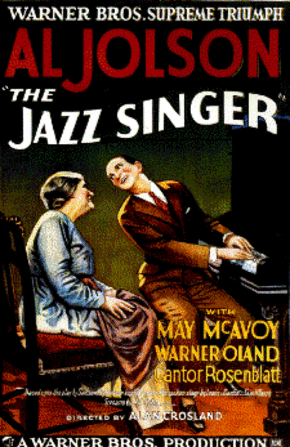
De Amerikaanse geluidsfilm The Jazz Singer uit 1927 was internationaal een groot succes, ook in België

In 1927 verscheen The Jazz Singer, een van de eerste Amerikaanse geluidsfilms. Al Jolson speelde er de hoofdrol in. Datzelfde jaar ontdekte muziekuitgever Félix Faecq in een Naamse dancing jazzklarinettist en altsaxofonist Charles Remue die met zijn orkest The New Stompers dansmuziek met een jazzorkestratie speelde. Hij nam het orkest mee naar Londen en liet daar op 17 juni opnamen maken onder het label Edison Bell. De eerste historische Belgische jazzopname was hiermee een feit. De uitstekende muzikanten die deel uitmaakten van deze opnamesessies als Charles Remue and His New Stompers Orchestra waren leider Charles Remue (klarinet en altsaxofoon), jazztrompettist Alphonse Cox, tenorsaxofonist Gaston Frédéric, trombonist Henri Léonard, Harry Belien op drums, Remy Glorieux op de sousafoon, en de klassiek geschoolde pianist Stan Brenders, die later de stichter zou worden van het eerste Radio Jazz Orkest. Veertien nummers werden die dag opgenomen, die veel succes zouden kennen. Op Europees vlak betekende het baanbrekend werk, want buiten België beschikten alleen Frankrijk en Engeland in die tijd over enkele degelijke jazzmusici. Er werden Amerikaanse succesnummers uit die tijd opgenomen zoals Ain't She Sweet, maar Remue slaagde er toch in om de plaat te vullen met meer dan de helft (7 op 13) aan Belgische composities. Hieronder bevonden zich het populaire Wladivostok, Slow Gee Gee, Alahabad en Pamplona, allemaal composities van David Bee en Peter Packay.
In 1928 zou Peter Packay met zijn Red Robbins een nieuwe plaat opnemen bij de Londense Edison Bell studio. Het componistenduo Peter Packay en David Bee zou vooral bekendheid krijgen met nummers als High tension en Obsession. Ook in de Verenigde Staten maakten ze opnames. Faecq was intussen een spilfiguur geworden van de Belgische jazz, en zowat alle bekende jazzmusici en componisten kwamen uiteindelijk bij hem terecht. Hij zorgde er ook via contacten met uitgevers in Londen voor dat de Belgische beroepsmuzikanten de partituren van de jazzplaten in handen kregen, terwijl ze voordien slechts de muziek konden beluisteren. Faecq werd (na eerst een tijdje de partituren te hebben uitgedeeld) vertegenwoordiger en onderuitgever van de Stasny-uitgeverijen in Londen en verkocht de originele jazzpartituren in België. Zijn "Universal Music Store" werd zo een soort opslagplaats waar Belgische jazzmusici konden uit putten.

#### Jazzoptredens en locaties

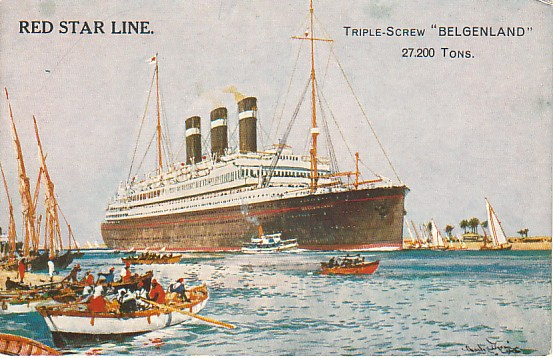
De "Belgenland", een van de schepen van de Red Star Line waar ook Belgische jazzorkesten op speelden.

In de jaren twintig van de 20e eeuw vonden jazzmusici volop werk in dancings, cinema's, theaters, bars, café chantants en cabarets, die volop bloeiden. Muzikanten en bands konden zelfs wekenlang optreden in dezelfde gelegenheid. Belgische musici reisden ook naar het buitenland en maakten er opnames. David Bee zei hierover in een interview: "Een degelijk orkest vond in die tijd (de jaren 28-30) altijd werk." Goede jazzorkesten waren in Europa toen immers nog vrij zeldzaam.
Het opkomende toerisme heeft een grote rol gespeeld in de verspreiding van de jazz in België. Op de stoomboten van de lijnen Europa-Verenigde Staten vonden jazzmusici werk. Zo was David Bee orkestleider op de pakketboot Île-de-France. Ook op de twee Amerikavaarders van de Red Star Line, de Belgenland en de Lapland die de verbinding tussen Antwerpen en New York verzorgden, kregen heel wat Belgische musici een contract aangeboden. Een bijkomend voordeel was dat het hen in de gelegenheid stelde om internationale contacten te leggen en om het land waar de jazz was ontstaan zelf te bezoeken. Tijdens hun verblijf in New York profiteerden de muzikanten van hun vrije tijd om nachtclubs en cabarets te bezoeken, waar ze de beste orkesten en solisten konden beluisteren. Zo ging John Ouwerx, lid van het Bistrouille Amateur Dance Orchestra, in 1923 aan boord van de pakketboot van de Red Star Line naar New York als pianist. Tijdens zijn vier maanden verblijf in New York werd hij er beïnvloed door de muziek van George Gershwin en Paul Whiteman. De Red Star Linemuzikanten gingen in New York ook op zoek naar de nieuwste grammofoonplaten en brachten die terug mee naar België.

#### Het gezicht van jazz: grafische vormgeving
Het gezicht van jazz werd tijdens het interbellum in België sterk bepaald door de grafische vormgever Peter De Greef (1901-1985). Hij was bevriend met René Magritte en bepaalde vanaf 1921 met zijn partituren en affiches het beeld van de jazz in de periode tussen de twee wereldoorlogen. De Greef, die zelf een verdienstelijk drummer was, illustreerde voornamelijk bladmuziek van Brusselse uitgeverijen. Daarnaast ontwierp hij talrijke affiches en fotomontages voor tijdschriften en jazzconcerten. Ter gelegenheid van een tentoonstelling in het Brugse Concertgebouw tijdens het festival Jazz Brugge 2012 werd het belang van zijn werk belicht.

### Swingperiode (1930–1945)

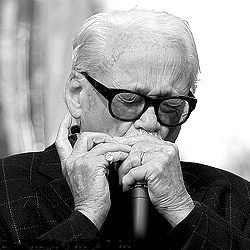
Toots Thielemans behoort samen met Django Reinhardt tot de best verkopende Belgische jazzmuzikanten.

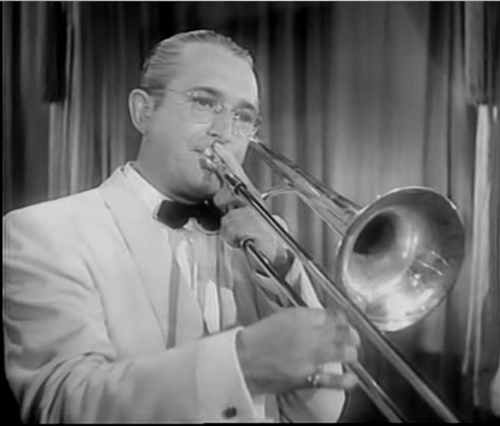
Tommy Dorseys bigband had veel succes in de jaren dertig en veertig en inspireerde ook de Belgische muzikanten om grote orkesten te vormen.

In België ging de politieke crisis vanaf het midden van de jaren dertig gepaard met een economische recessie. Hoewel veel amusementsgelegenheden de deuren moesten sluiten, bleef er blijkbaar, mogelijk als escapistische reactie op de moeilijke levensomstandigheden, toch een grote behoefte aan ontspanning bestaan. Film, muziek (jazz) en dans bleven tot aan het uitbreken van de Tweede Wereldoorlog veel publiek trekken. Paradoxaal genoeg werden de crisisjaren dertig dus hoogdagen voor de jazz, een periode waarin vooral swing grote populariteit genoot. Dit nieuwe genre onderscheidde zich van zijn voorgangers, waaronder de New Orleansjazz, door de grotere nadruk op solo-improvisaties en het gebruik van saxofoon. Tijdens de swingperiode (ook: bigbandperiode genoemd) zou België op Europees niveau de meeste en beste hotsolisten hebben geleverd.

#### Swing en Belgische bigbands
In de VS was in de jaren dertig de swingperiode aangebroken met bigbands en kleinere swingcombo's die opwindende dansmuziek brachten. Een aantal van die Amerikaanse orkesten kwam ook naar België. Hun optredens werkten inspirerend. In 1936 waren liefst drie grote Belgische bigbands actief: de bands van saxofonist Fud Candrix, Stan Brenders en van Jean Omer behoorden op dat ogenblik tot de top van Europa. Candrix zou verschillende bands leiden en een honderdtal platen opnemen. Klarinettist Jean Omer vormde zijn eerste orkest al in 1926 na het beluisteren van platen van King Oliver en Louis Armstrong. Hij opende in 1937 de Brusselse nachtclub Le boeuf sur le toit ("De os op het dak") waar zijn orkest Jean Omer Jazz Orchestra (met een bezetting van zestien tot achttien muzikanten) optrad naast andere jazzbands. Eveneens in 1936 stichtte pianist en componist Stan Brenders voor het NIR zijn eigen orkest, officieel Het grote jazzorkest van België genoemd. Met name zijn ritmesectie verwierf internationale vermaardheid en werd zelfs vergeleken met die van Count Basie. Een opmerkelijk jazzsolist uit deze Belgische swingperiode was Jean Robert, wiens improvisatievermogen en geluid op de tenorsaxofoon met dat van Coleman Hawkins werd vergeleken.

#### Promotie van jazz: media en toernooien
Op het einde van de jaren twintig werden in België experimenten gedaan met radio en in 1930 werd het NIR opgericht. Die radio-omroep speelde veel nieuw uitgebrachte Amerikaanse platen. In 1932 stichtte Faecq de "Jazz Club de Belgique" en de Belgische advocaat Goffin publiceerde zijn eerste jazzboeken. Ter promotie van jazz ging op zaterdag 10 december 1932 het eerste "Tournoi de Jazz" van de Jazz Club de Belgique voor amateur-jazzmuzikanten door in het Palais Saint Sauveur in Brussel. Organisator Félix Faecq liet het toernooi volgen door een bal waar de winnaars optraden, en dat trok veel volk, ook in volgende edities. Vanaf 1934 vonden er in samenwerking met Nederland ook internationale toernooien plaats, ditmaal in het Brusselse Paleis voor Schone Kunsten. De pers speelde een belangrijke rol voor de publiciteit rond de
toernooien. De wedstrijden werden uitgebreid aangekondigd in Music (het officiële orgaan van de organisators), maar ook in de buitenlandse pers werd over de toernooien geschreven. Faecq hield persconferenties, zorgde voor de prijzen, en benadrukte in de pers dat de toernooien een educatief doel hadden, namelijk het "opvoeden van het publiek, zodat ze een waardeloos populair radiolied van een goede jazzvertolking leerden te onderscheiden".
In die periode begon ook de vernieuwende muziek van Louis Armstrong door te dringen in België. Goffin zag meteen het genie in van deze muzikant en begon ook over hem te schrijven. Hij zou later ook bevriend raken met Armstrong. Goffin schreef in zijn Aux Frontières du jazz uit 1932 over 'het ware genie van de jazz' (Armstrong) en over de 'zwarte jazz' die hij nu ontdekt had. In het voetspoor van Robert Goffin kwamen andere jazzrecensenten die de drukke bedrijvigheid in deze periode van nabij begonnen te volgen: Carlos de Radzitsky, Albert Bettonville, Bernard Heuvelmans en Yannick Bruynoghe.
In 1938 stichtte Hans Philippi de "Antwerpse Jazzclub" (AJC).

#### Band battle Brussel–Hilversum
In 1939 vond de zogenaamde 'band battle' plaats, een uitwisselingsconcert met de bekende Nederlandse band The Ramblers en het orkest van Stan Brenders, waarbij The Ramblers op het NIR in Brussel kwamen spelen en Brenders bij de VARA in Hilversum. Brenders, die stevige swingnummers speelde, won de 'battle' op een overtuigende manier. Brenders zou heel wat opnames realiseren voor de radio en kreeg ook de kans om samen met Django Reinhardt een opname te maken. Hij verwierf ook als componist faam, met nummers zoals So Many People en I envy met Nat King Cole. Ook het "Symfonisch Jazz Orkest van België" – met een bezetting van 40 muzikanten – werd door hem opgericht. Heel wat nieuwe orkesten zagen door de activiteiten van deze drie jazzmusici (Candrix, Brenders en Omer) het daglicht en voor veel muzikanten garandeerden de grote vooroorlogse bigbands en andere ensembles een vast inkomen. De arrangementen werden gewoonlijk geleverd door de al eerder genoemde Peter Pacquet en David Bee. Een derde naam die in deze groep thuishoort is de klassiek opgeleide Frank Engelen die behalve een uitstekend gitarist ook een gewaardeerd componist en arrangeur was. Enkele van zijn bekendste composities zijn 'Badinage', 'Bagatelle', 'La Piste', 'Avondschemering' en 'Studio 24'.

#### Tweede Wereldoorlog: jazz gaat underground
Tijdens de Tweede Wereldoorlog was jazzmuziek door de bezettende Duitsers verboden. Clandestien bloeide deze muziek echter meer dan ooit en er was zelfs sprake van een stijgend aantal orkesten tijdens de oorlogsjaren. Belgische orkesten bleven platen opnemen en er kwamen ook nieuwe bands bij. Doordat het publiek zich noodgedwongen moest richten op muzikanten van eigen bodem kenden deze formaties veel succes. De nummers van de platen die ze opnamen werden aangepast om het officiële verbod op Amerikaanse muziek te omzeilen. Zo werd Honeysuckle Rose bijvoorbeeld omgedoopt tot Rose de Miel en Stardust stond op plaat als Poussière d'étoile. Er ontstonden ook nieuwe jazzorganisaties zoals de Swing Club de Belgique en de club 'Sweet and Hot'. De belangrijkste bigbands zoals Robert de Kers and his Cabaret Kings concerteerden regelmatig in het Brusselse Paleis voor Schone Kunsten en in de zaal van de Antwerpse Dierentuin.
Na de oorlog zou Stan Brenders vervolgd worden wegens vermeende culturele collaboratie met de Duitsers, onder meer omdat het Duitse label Telefunken in Brussel opnames had gemaakt van zijn orkest, en vervolgens had uitgebracht in Duitsland. Het toont wel aan dat "Swing tanzen verboten" tijdens de bezetting niet zo streng werd toegepast. (Zie in dit verband ook het artikel Swingjugend over jonge swingliefhebbers in Duitsland in de jaren 1930).
Tijdens de oorlog waren platen moeilijk verkrijgbaar, maar liefhebbers van jazz konden hun favoriete muziek beluisteren in de vele jazzclubs die België toen rijk was. De bekendste was de door Faecq opgerichte Jazz Club de Belgique, en daarnaast bestonden er ook nog enkele privéclubs zoals The Rhythmus Club van België (voordien bekend onder de naam Hot Club de Belgique) en de Swing Club van België. In Antwerpen was er een kleinere lokale club geopend onder de naam Antwerpen Jazz club.
De jaren tijdens en na de oorlog waren voor het grote publiek verbonden met de swingrage rond ultracommerciële orkesten zoals dat van Glenn Miller, wiens nummer In the Mood symbool stond voor de Bevrijding.

### Naoorlogse jaren 1945–1960

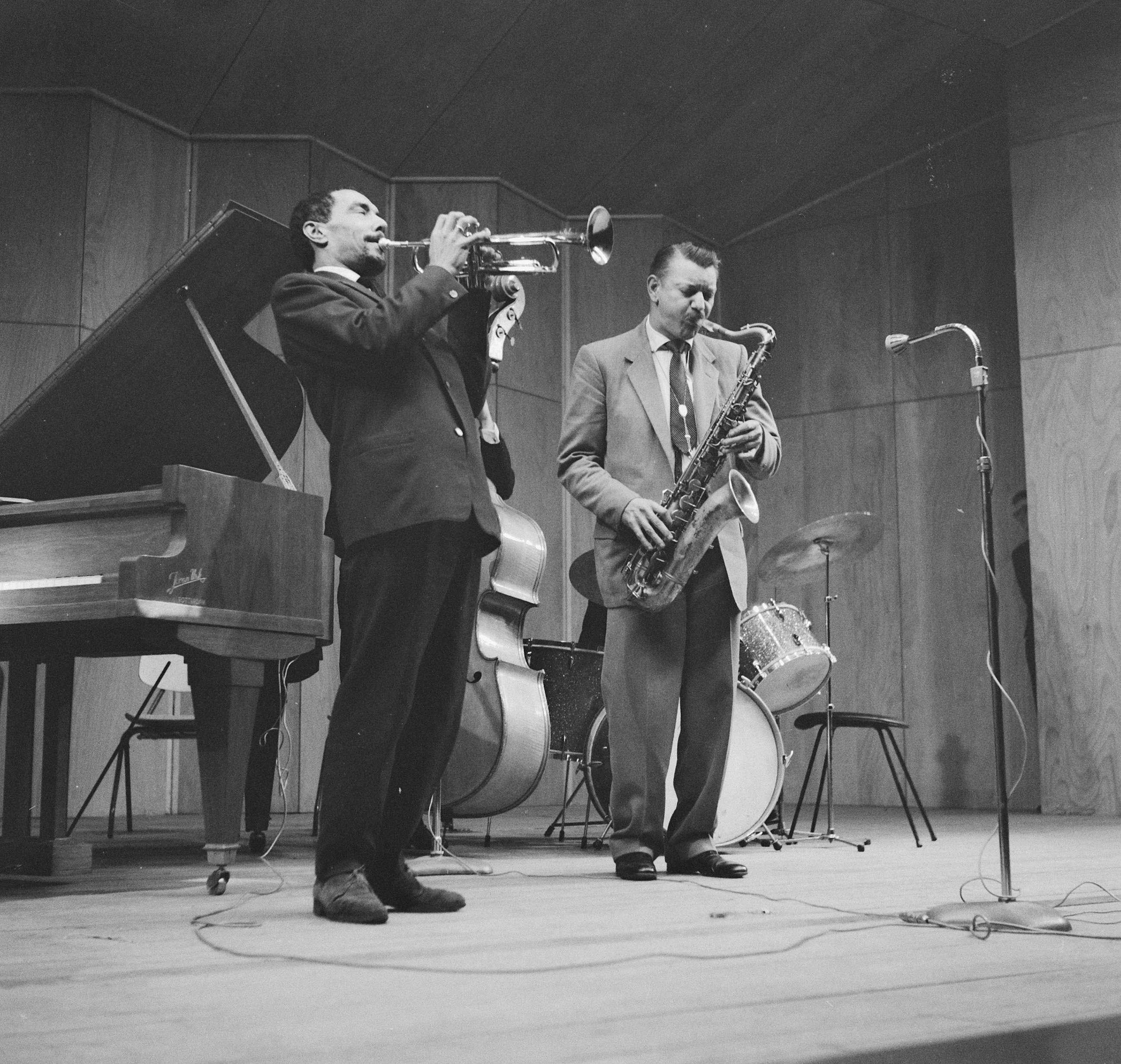
Jack Sels (rechts) met trompettist Ado Broodboom tijdens een optreden in Rotterdam, 1960

Na de bevrijding in 1945 bleek dat het jazzlandschap in de Verenigde Staten veranderd was, en dat 'bop' (of 'bebop') the latest thing was geworden. De grote namen waren nu Dizzy Gillespie en Charlie Parker, en de Europeanen leerden ook deze nieuwe jazzstijl kennen doordat Amerikaanse platen het land binnenstroomden.
In België werd vooral swing bijzonder populair. In 1946 toerde het orkest van Don Redman in Europa, in 1947 gevolgd door Sidney Bechet (Antwerpen en Brussel) en Louis Armstrong. Ook de bands van Duke Ellington, Lionel Hampton, Count Basie en anderen zouden geregeld België bezoeken. Jazz in de vorm van dansmuziek, meestal swing, werd nu gespeeld in bars, clubs en allerlei zalen door Belgische bands als die van Boyd Bachmann, The Jump College, Henry Segers and his Belgian stars, de in België residerende Nederlander Ernst van 't Hoff, Jeff De Boeck en anderen. Deze orkesten konden overal rekenen op volle zalen, want ook de soldaten van de bevrijdingslegers konden de muziek van de vaak bijzonder professionele Belgische bands appreciëren. Een aantal jazzmusici keerde zich ook naar de nieuwe bopstijl. In de periode na 1950 ontstond er in Europa een hernieuwde belangstelling voor de oude stijlen, met name voor New Orleansmuziek. Op het New Orleans-dixielandfestival in Parijs in 1954 speelden onder meer de Dixie Stompers uit Bergen.
Bij de bevrijding werd Brussel het centrum van het ontspanningsleven, met de Engelsen in hotel Plaza, en de Amerikanen in de Metropole. Muzikanten kregen speelgelegenheid in clubs als Le boeuf sur le toit, Caveau du Corso, 21 Club en de Cosmopolite aan het Rogierplein. Naast Brussel bood ook Luik mogelijkheden voor jazzmuzikanten, vooral in de Eden, en in Antwerpen was er de Exi Club.
Heel wat Amerikaanse muzikanten trokken begin jaren vijftig naar Europa, ook naar België, om daar te wonen en op te treden. Andersom genoten ook Belgische jazzmusici in de VS succes, onder wie gitarist en mondharmonicaspeler Toots Thielemans, vibrafonist Sadi, trompettist Herman Sandy en saxofonist Jack Sels. Ook Bobby Jaspar en Jacques Pelzer verwierven als muzikant faam in de VS. Andere Belgen traden in Europa op met Amerikaanse bands, zoals zangeres Yetty Lee met het orkest van Roy Eldridge in Parijs.

#### Django Reinhardt en gipsy jazz
De Belgische zigeunergitarist Django Reinhardt vormde met de Franse violist Stéphane Grappelli in 1934 het Quintette du Hot Club de France, waar ook Django's broer Joseph (gitaar), de gitarist Roger Chaput en de contrabassist Louis Volla deel van uitmaakten. Bij het uitbreken van de oorlog bleef Grappelli tijdens een tournee in Engeland achter en Django keerde terug naar Parijs, waar hij in 1940 samen met jazzsaxofonist en klarinettist Hubert Rostaing zijn bekendste nummer Nuages opnam.
Django Reinhardt trok na de oorlog in 1946 naar de Verenigde Staten waar hij optrad en opnam met de groten van de jazz zoals Duke Ellington. Samen met Charlie Christian en Wes Montgomery wordt hij nu – ook buiten de jazz – beschouwd als een van de invloedrijkste gitaristen die er hebben bestaan. Django's stijl, de jazz manouche of gipsy jazz, oefent nog steeds een grote aantrekkingskracht uit op jazzmuzikanten van over heel de wereld, getuige het aantal orkesten dat in deze stijl speelt en optreedt. In België is Fapy Lafertin waarschijnlijk de bekendste moderne vertegenwoordiger van jazz manouche. De Django d'Or awards, oorspronkelijk in Parijs georganiseerd als eerbetoon aan Django Reinhardt, behoren nu tot de meest prestigieuze jazzprijzen die worden toegekend aan verdienstelijke jazzmuzikanten. Sinds de jaren negentig organiseren behalve Frankrijk steeds meer landen hun eigen Django d'Or awards. In België presenteren Gent Jazz Festival en Dinant Jazz Nights in samenwerking om beurt de Django d'Or awards, waarbij het ene jaar Nederlandstalige en het andere jaar Franstalige talenten worden geëerd.

#### Bop en bebop
Bop, de moderne jazz, vond na de oorlog ook een voedingsbodem in België, met als een van de voornaamste groepen de Bob Shots uit Luik (opgericht in 1946), waar ook Toots Thielemans even als gitarist aan verbonden was. In deze modernste groep van het land speelden enkele van de beste jazzmuzikanten van België zoals de getalenteerde fluitist en saxofonist Bobby Jaspar, saxofonist Jacques Pelzer en gitarist René Thomas. Bobby Jaspar zou zich later onder invloed van muzikanten als Stan Getz 'bekeren' tot de cooljazz en in zijn te vroeg afgebroken carrière (hij stierf op 37-jarige leeftijd) samenspelen met groten als Chet Baker, Kenny Burrell, Miles Davis, John Coltrane en Donald Byrd.

#### Hardbop
Aan het eind van de jaren vijftig waren er drie jonge muzikanten die de Belgische jazzscene veroverden. Drummer Félix Simtaine (1938) debuteerde in het kwartet van Robert Jeanne en vergezelde dan een reeks Amerikaanse en Belgische solisten. Richard Rousselet (1940) was de eerste moderne Belgische hardboptrompettist, en werd in het buitenland veelvuldig gelauwerd met onderscheidingen. Gitarist Philip Catherine (1942), die nog voor zijn twintigste jaar in La Rose Noir optrad, speelde op de festivals van Comblain en Oostende, en toerde door Europa met Lou Bennett. Na 1965 begon hij ook te componeren.

#### Cooljazz
De vroege jaren vijftig was in de Verenigde Staten de periode van de cool (of westcoast)jazz, rustiger dan bebop, en met een meer uitgesproken interesse in compositie en arrangement. De Antwerpse saxofonist Jack Sels vormde het All Stars Bop Orchestra, geïnspireerd op de Afro-Cubaanse bigbands van Dizzy Gillespie en Stan Kenton. Later zou hij de Jack Sels Chamber Music band oprichten. In Parijs startte Sadi ook met zijn eigen bigband, waarvoor hij componeerde en arrangementen schreef. In jazzkringen werd hij beschouwd als de beste Europese vibrafonist in de traditie van de legendarische Milt Jackson. Francy Boland slaagde erin om zich te laten opmerken in de Verenigde Staten, waar hij werkte met de bands van Count Basie en Benny Goodman, en met jazzpianist Mary Lou Williams. Bobby Jaspar bleef een opmerkelijk "cool" solist op fluit en tenorsax. In New York speelde hij onder anderen met J.J. Johnson en Miles Davis. Kort voor zijn vroegtijdige dood in 1963 richtte hij een laatste energiek kwintet op met zijn vriend en gitarist René Thomas uit Luik. René Thomas stak ook de Atlantische Oceaan over en ging in 1957 in de States opnemen met Sonny Rollins. Zijn trouwste partner en vriend was Jacques Pelzer, die zich na het avontuur met de Bob Shots tot een van de beste Europese jazzmuzikanten ontwikkelde.

#### Revival van traditionele jazz
Tegelijk met de vernieuwingen op jazzgebied was er in deze periode, zoals in de rest van Europa, ook sprake van een heropleving van de traditionele jazzstijl(en), de New Orleans- of dixielandstijl. De revival vond midden jaren vijftig voornamelijk aan Vlaamse kant plaats, met name in Gent, met als voornaamste orkesten de Roof Jazz Band onder leiding van Pierre Claesens, Jacques Cruyt en Walter De Troch, en de Riverside Jazz Band. Vanuit Gent verspreidde deze trend zich verder over Vlaanderen, met groepen als Cotton City Jazz Band en de Fondy Riverside Bullet Band. In Wallonië bleven de Dixie Stompers hun vooraanstaande rol spelen.

### Jaren zestig: moeilijke tijden
In de jaren zestig zag men de opkomst van freejazz in de Verenigde Staten en de toenemende suprematie van de rockmuziek. De populariteit van de jazz na de gouden dagen van de swing was overal tanende en jazz werd nu overschaduwd door meer dansbare populaire muziek. De meeste mensen hoorden nu eenmaal niet graag bebop of freejazz, en jazz werd zo de marginale muziek van enkele insiders. Niet alleen slonk het publiek voor jazz, maar daar kwam nog eens bij dat jonge jazzmusici – die in voorgaande perioden het initiatief hadden genomen voor vernieuwing – zich nu meer aangetrokken voelden tot popmuziek. De meeste Belgische muzikanten, ook degenen die zich interesseerden voor freejazz ("the New Thing!") bebop en cooljazz, bleven ook de oudere stijlen spelen. New Orleansjazz was vooral populair in Vlaanderen, en mainstream swing was nog steeds erg in trek.
Afgezien van Fred Van Hove (piano), Babs Robert (altsax), José Bedeur en enkele anderen, namen Belgische jazzmusici niet echt deel aan freejazz, dat meer volgelingen had in Duitsland en Nederland. Het orkest van de RTB verdween in 1965, maar het werd overgenomen door dat van de BRT, onder leiding van Etienne Verschueren. Door schaarste aan jobs werkten heel wat muzikanten met orkesten in het buitenland: Jacques Pelzer werkte in Italië, en maakte een tournee met Chet Baker; Toots Thielemans werkte in Duitsland en Zweden, schreef zijn hit Bluesette, en keerde daarna terug naar de VS in 1964; René Thomas stelde een nieuw kwartet samen met Jaspar, speelde met Pelzer en Lee Konitz op Europese festivals, en viel nadien – vanaf 1966 – terug in een magere periode.
Het was niet allemaal kommer en kwel in deze periode. Ondanks deze moeilijke tijden voor de jazz, slaagden een paar jonge muzikanten er toch in om op te vallen: Jean-Pierre Gebler (baritonsax), Robert Graham (gitaar), Marc Moulin (piano), John Linsman (trompet), Robert Pernet (drums), Bruno Castellucci (drums) en Snowy Struvay (trompet). En er was nog meer goed nieuws voor jazz: nieuwe clubs werden geopend: de Blue Note en Pol's Jazz Club in Brussel, de Jazz Inn in Luik, en de Hnita-Jazz Club in Heist op den Berg. Er werden ook grote evenementen, "festivals", georganiseerd. Comblain-la-Tour is het oudste: de eerste editie vond plaats in 1959.

### Jaren zeventig: fusion
Hoewel rock nog steeds domineerde in de jaren zeventig, begonnen de verschillende muziekstijlen elkaar te beïnvloeden. Met Miles Davis werd de traditionele akoestische jazz geëlektrificeerd en ging deze een fusie aan met rock. In de Verenigde Staten werd de nieuwe stijl "jazz-rock" gedoopt, en verschillende Europese groepen volgden de Amerikaanse voorbeelden. Zo ontstonden bands als de Britse groep Soft Machine. Een aantal Belgische muzikanten wordt eveneens geassocieerd met deze stijl, ook wel "fusion" genoemd: Philip Catherine, Jack Van Poll, Jacques Pelzer, Richard Rousselet, Robert Jeanne en Félix Simtaine. Een aantal muzikanten van de nieuwe generatie maakten er hun niche van: Marc Moulin, Michel Herr (piano), Charles Loos (piano), Paolo Radoni (gitaar), Steve Houben (altsax, fluit), Janot Buchem (elektrische bas) en Micheline Pelzer (drums). Typisch voor jazzrock is de vervanging van akoestische instrumenten (gitaar, bas en piano) door hun elektrische versie. Deze nieuwe geluiden hadden het voordeel dat ze het rockpubliek dichter bij jazz brachten. De opnamen van de jazzplaten nam een nieuwe start, vaak door onafhankelijke labels. Populaire groepen waren in die tijd Placebo (Marc Moulin), Cosa Nostra (Jack Van Poll), Open Sky Unit (Jacques Pelzer), Kleptomania en Arkham (Paolo Radoni), Solis Lacus (Michael Herr), Cos en Abraxis (Charles Loos). In 1971 kwam René Thomas terug op de voorgrond door lid te worden van het nieuwe kwartet van Stan Getz. Ondertussen was Toots Thielemans aan het toeren en platen aan het opnemen in de VS, met Quincy Jones, Paul Simon, Bill Evans en anderen. In Vlaanderen toerde Etienne Verschueren rond met zijn sextet.
Tot ongeveer de jaren zeventig was jazzgeschiedenis min of meer een opeenvolging van stijlperiodes, waarbij de ontwikkelingen in de VS nauw gevolgd werden: van de prejazzperiode met minstrelshows, ragtime en cakewalk naar New Orleansjazz, naar swing, vervolgens de bebopperiode, cooljazz en de freejazz. Vanaf de late jaren tachtig werd het echter moeilijk om jazz beschrijven vanwege de vele stijlen en trends die elkaar in een soort Witches Brew beïnvloedden. Uit die experimenten konden telkens weer nieuwe mengsels ('fusions') ontstaan. Jazz werd meer dan ooit een 'work in progress', voortdurend veranderend, met grenzen die bij elke nieuwe generatie jazzmuzikanten verder leken te wijken. Dat de definitie van wat jazz is niet vastligt, blijkt uit het verleden: New Orleansadepten vonden swing geen echte jazz; volgelingen van swing dachten hetzelfde over bebop, enzovoorts. Ook nu luisteren jazztheoretici soms met gemengde gevoelens naar jazzgroepen als Aka Moon of Greetings from Mercury, zich afvragend of dit nog wel jazz is.

### Jaren tachtig: de gouden generatie
Na de jaren zestig en zeventig, waarbij jazz in België een moeilijke periode beleefde en werd verbannen naar cafés en kleinere clubs, werd de muziek in het volgend decennium door enthousiaste jonge musici terug in de belangstelling gebracht. Jazzcritici spreken over de jaren tachtig als de "gouden generatie" voor de Belgische jazzmuziek, met muzikanten als Bert Joris, Kris Defoort, het BJO, Frank Vaganée, en Jeroen Van Herzeele. Die generatie oefende een blijvende invloed uit en bleef platen maken van hoog niveau. Het is ook deze generatie die, nadat jazz in het curriculum van de conservatoria was opgenomen, de meeste docenten voortbracht die jongere muzikanten zouden initiëren in de jazzmuziek (zie hoofdstuk "Jazzonderwijs in België").

### Actueel

#### Evolutie en tendensen

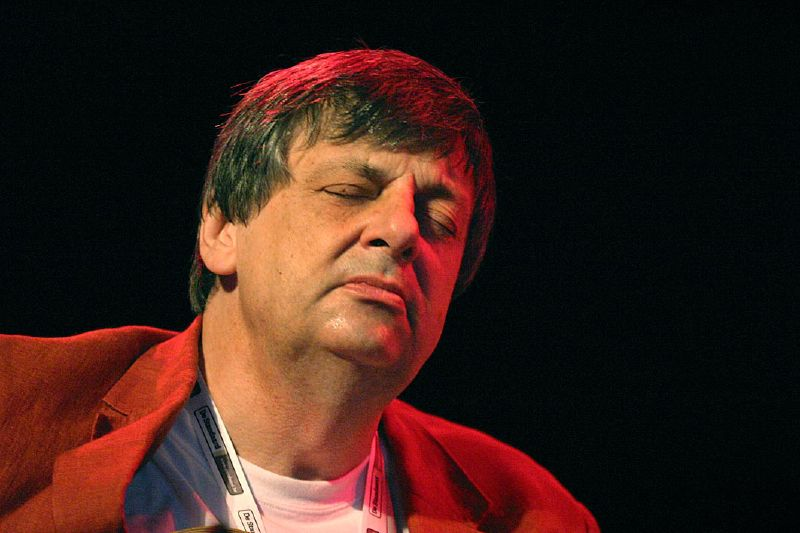
Jazzgitarist Philip Catherine

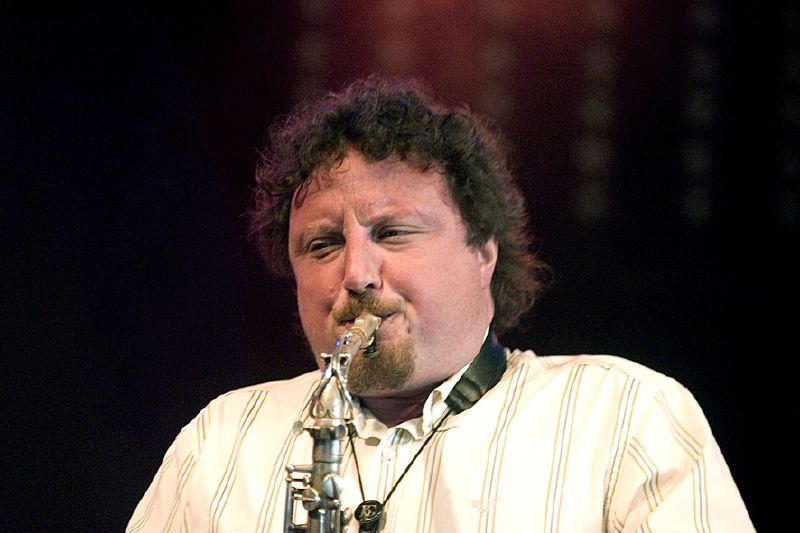
Frank Vaganée, artistiek directeur van het Brussels Jazz Orchestra

Hoewel België een klein land is, bracht het toch een behoorlijk aantal internationaal bekende jazzmusici voort. Een nieuwe generatie jongere muzikanten is opgestaan en brengt nu uiteenlopende jazzstijlen: oude stijl, mainstream, bigband, bebop, alle vormen van moderne jazz zoals de jazzrock van Philip Catherine, avant-garde en vrije improvisatie, latin jazz en Braziliaanse electric fusion, acid jazz, world jazz, enzovoort. Verder blijven muzikanten van de oudere generatie alive and kicking platen maken en optredens verzorgen: Toots Thielemans bleef tot op hoge leeftijd actief. In 2009 was hij een van de publiekstrekkers tijdens de Night of the Proms in Antwerpen en in maart 2010 speelde hij nog acht shows op het Blue Note Festival in New York.
Anno 2010 zijn er drie toonaangevende jazztijdschriften: Jazz'halo, Jazzaround (de Franstalige partner van Jazz'halo) en Jazzmozaïek dat gesponsord wordt door de Vlaamse overheid. Een belangrijke organisatie voor de promotie van jazz is het gesubsidieerde centrum De Werf in Brugge, met Rik Bevernage als manager. De Werf organiseert jazzconcerten voor voornamelijk Amerikaanse en Belgische jazzmusici. Volgens jazzimpresario Jos Demol, die uitgever is van Jazz'halo, is de Belgische jazzscene sterk georiënteerd op de Amerikaanse jazz. Demol merkt ook weinig van echte interactie tussen de clubs uit de verschillende landen. Een wederzijdse beïnvloeding van stijlen zou volgens hem nochtans iets interessants kunnen opleveren.
In de loop van zijn geschiedenis is de Belgische jazz gaandeweg uit de schaduw van de grote Amerikaanse voorbeelden getreden. Begin 21e eeuw kan men stellen dat de Europese/Belgische jazz tot de wereldtop behoort. Een trend die zich de laatste decennia begint af te tekenen, is dat ook Belgische jazzmuzikanten zich niet langer beperken tot één stijl, maar verschillende stijlen door elkaar gebruiken, waardoor ze ook in diverse formaties kunnen meespelen.

#### Muzikanten en groepen
De jongere generatie Belgische jazzmuzikanten is uitstekend opgeleid aan muziekacademies. Deze muzikanten spelen in verschillende stijlen en orkesten en zijn vaak experimenteel ingesteld; zelf noemen ze het deelnemen aan "projecten". Er zit zo veel beweging en dynamiek in de huidige Belgische jazz dat het lastig is de hoogtepunten eruit te lichten. Pogingen hiertoe zijn wel ondernomen. In 2002 gaf De Werf (in samenwerking met Brugge 2002, Culturele hoofdstad van Europa, Het Muziekcentrum Vlaanderen en Wallonie-Bruxelles Musiques) de tiendelige cd-box The Finest in Belgian Jazz uit. De bedoeling van deze compilatie was om een overzicht te bieden van de toenmalige stand van zaken op jazzgebied in België. Zowel gevestigde waarden als Toots Thielemans als aankomende talenten kregen aandacht. Het begeleidend booklet met dezelfde naam, geschreven door Jempi Samyn en Sim Simons, is ook online te raadplegen (zie bronopgave). Een andere mogelijke waardemeter voor gevestigd Belgisch jazztalent is de in 2010 ingestelde jaarlijks uitgereikte "Sabam Jazz Award voor gevestigde waarde". Winnaars van de afgelopen jaren waren pianist Fred Van Hove (2010), saxofonist Fabrice Alleman (2011), pianist Kris Defoort (2012), zanger David Linx (2013), en trompettist Bart Maris en pianist Seppe Gebruers (2014). Voordien heette deze prestigieuze prijs de Gouden Django of Django d'Or, die werd uitgereikt van 1995 tot 2009. De eerste Euro Django voor een Belg was in 2000 voor pianiste Nathalie Loriers, die ook in het BJO meespeelt. Zij had het jaar voordien al de Gouden Django gewonnen. Een van de vele opkomende talenten is de Belgisch-Italiaanse jazzzangeres Melanie De Biasio, winnaar van de European Border Breakers Award 2015. De redactie van de cultuurrubriek 'Cult' van het dagblad De Morgen plaatste haar in 2015 in de lijst Belgen waar het buitenland jaloers op is op de zeventiende plaats.

#### Internationale uitstraling
Muzikanten
De drie internationaal bekendste kopstukken zijn nog steeds Toots Thielemans, en de gitaristen Philip Catherine en Django Reinhardt. De Belgische jazz bracht naast Catherine en Reinhardt een opmerkelijk aantal gereputeerde gitaristen voort, zoals Peter Hertmans, Fabien Degryse, Pierre Van Dormael, Raphaël Schillebeeckx, Hans Van Oost. Ook de saxofonisten doen het goed, met als grote namen onder meer Steve Houben, Ben Sluijs, Frank Vaganée, Bart Defoort, Pierre Vaiana, Jeroen Van Herzeele, Fabrizio Cassol, Johan Vandendriessche en André Goudbeek. Eveneens internationaal gewaardeerd zijn de trompettisten Bert Joris en Richard Rousselet, de trombonisten Phil Abraham, Marc Godfroid en Lode Mertens, de altsaxofonist Steve Houben en de vocalist David Linx. Een belangrijk percussionist is Chris Joris, en onder de vermaarde fluitisten bevinden zich Stephan Bracaval en Els De Doncker. Bekende bassisten zijn Jean Warland en Roger Vanhaverbeke, en de reeds vermelde Sadi is nog steeds de bekendste onder de vibrafonisten.
De in 1977 geboren Jef Neve is in korte tijd een prominente figuur van de Belgische jazz geworden en heeft ook internationaal een stevige reputatie opgebouwd. Hij behoort tevens tot de best verkopende jazzmusici van België. De debuut-cd Blue Saga van het Jef Neve Trio (Contour, 2003), was meteen een groot succes. De tweede trio-cd, It's Gone, die het volgende jaar verscheen, deed het nog beter en stond maandenlang op de eerste plaats van de lijst best verkochte Belgische jazzalbums.

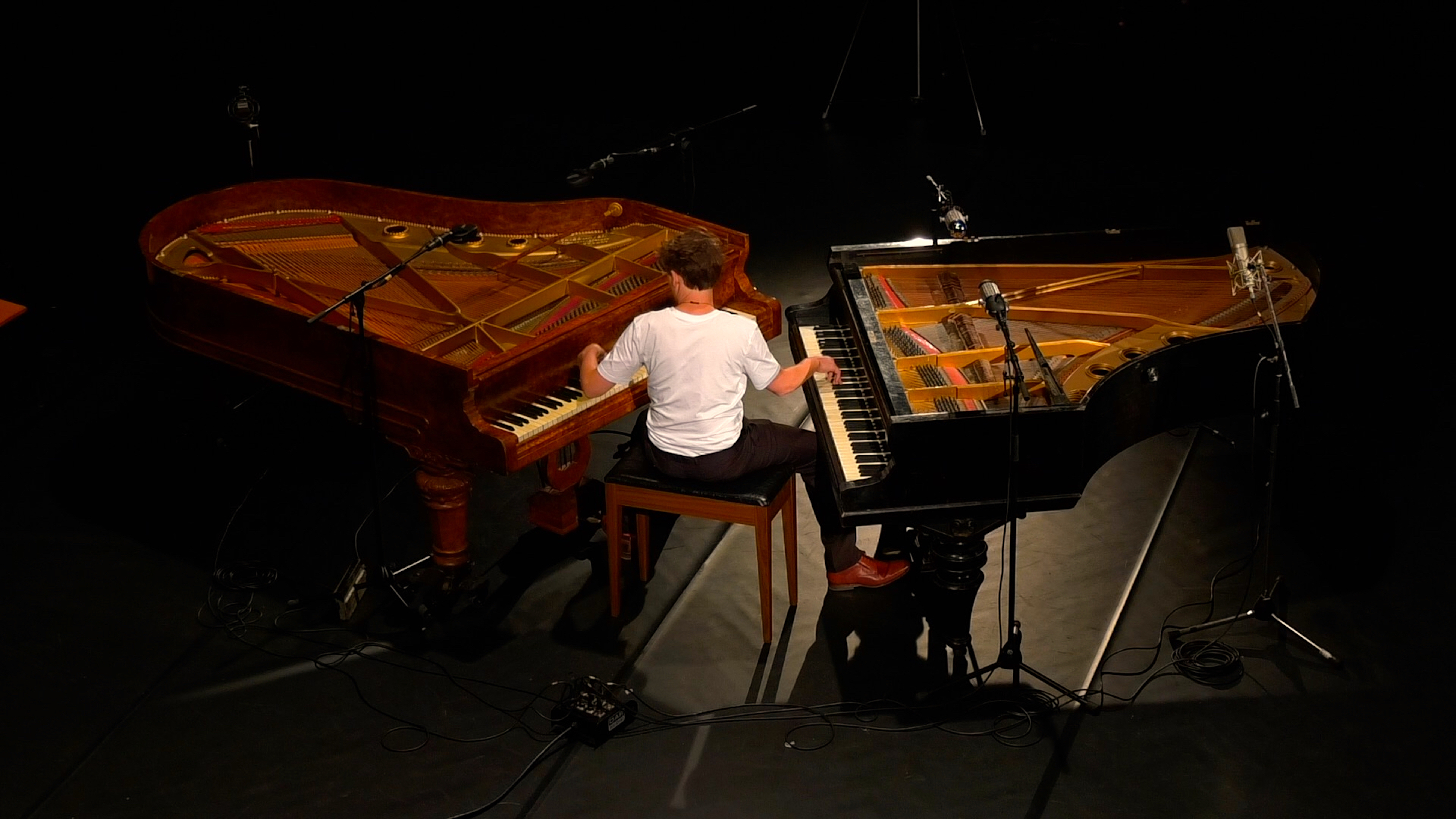
Seppe Gebruers 'Playing with standards' opname in Kunstencentrum Nona, Mechelen (Oktober 2021).

In 1990 geboren Seppe Gebruers in Antwerpen, staat bekend als eerste improviserend kwarttoon pianist. Hij speelt met twee piano's tegelijkertijd die een kwarttoon uit elkaar gestemd staan. Deze werd uit gebracht in trio met de Duitse free jazz pionier Paul Lovens en Hugo Antunes op de plaat The room: Time & Space (2018). Later in 2023 bracht hij zijn triple album uit 'Playing with standards 1, 2 & 3, waar hij solo met de kwarttoon piano's speelt met de welbekende jazz standards.  
Groepen
De internationaal bekendste bigband is het Brussels Jazz Orchestra. Het schreef Belgische jazzgeschiedenis toen het eind maart 2012 werd uitgenodigd voor een reeks optredens in de befaamde New Yorkse Blue Note Jazz Club. Slechts één Belg, Toots Thielemans, was tot dan toe deze eer te beurt gevallen. Andere bekende bigbands zijn Flat Earth Society, El Tattoo del Tigre en Millenniums, die jazz vermengen met hedendaagse klassieke muziek, mambo en rock.
Onder de talrijke kleinere formaties brengt het bekende Aka Moon sinds 1992 stevige jazzrock met het drietal Fabrizio Cassol, Michel Hatzigeorgiou en Stéphane Galland. Het door saxofonist en klarinettist Bo Van der Werf geleide Octurn is nog zo'n hedendaags experimenteel ingesteld jazzensemble, met als thuisbasis Brussel.
In het gipsy jazzgenre is het in 1975 door Koen De Cauter opgerichte Waso Quartet (WASO) een heel bekende groep. WASO zorgde voor de heropleving van gypsy swing in West-Europa.

## Jazzonderwijs in België
Het muziekonderwijs in België was lange tijd toegespitst op klassieke muziek, zodat jazzmuzikanten grotendeels autodidact waren. Het idee om jazzafdelingen binnen het klassieke conservatorium toe te laten werd reeds geopperd in het Belgisch Franstalig tijdschrift: 'l'Actualité Musicale' (november 1948), maar uiteindelijk werd pas in de vroege jaren negentig een begin gemaakt met het formele jazzonderwijs. Voordien konden muzikanten in Vlaamse workshops en zomercursussen al wel kennismaken met de 'jazztaal'. Vanaf 1964 werden er in Gent 'jazzstages' georganiseerd door de Stichting Lodewijk de Raet, onder impuls van Juul Anthonissen. Muzikanten maakten in de jaren zestig en begin jaren zeventig dankbaar gebruik van dit aanbod, maar zagen zich toch genoodzaakt naar het buitenland te trekken als ze zich verder wilden bekwamen. Zo studeerden in die periode onder anderen Philip Catherine, Pierre Van Dormael, Michel Herr, Charles Loos, Steve Houben en Diederik Wissels aan de universiteit van Boston, die reeds vanaf 1966 jazzonderricht gaf. Ook in Nederland konden muzikanten al eind jaren zestig terecht voor een formele jazzopleiding.
Een van de eerste scholen in Vlaanderen die een dagopleiding voor jazz aanbood, was de vzw Tritonus Jazz-Studio (1981). Aanvankelijk werden de lessen gegeven in de lokalen van de Halewynstichting in Dworp; later groeide het aanbod dermate dat de Jazz-Studio verhuisde naar Antwerpen. Het was echter in Wallonië dat jazz voor de eerste keer in een conservatorium werd aangeboden: in 1979 werd aan het conservatorium van Luik het 'Séminaire de Jazz' opgericht.
De behoudsgezinde Vlaamse conservatoria hielden jazzopleidingen echter nog een tijd buiten de deur. Albert Michiels (1923-2008), organisator van Jazz Hoeilaart en verzamelaar van jazzmemorabilia, schreef over deze periode: "Toen was jazz aan onze conservatoria en muziekscholen nog taboe. De klok was hier op dat gebied blijven stilstaan. Alles berustte nog op privé initiatief: Les Lundis d'Hortense, Jazzstudio in Antwerpen, Jazz Hoeilaart …"

Jazz- en lichte muziekafdelingen zouden in Vlaanderen pas in de periode van 1990–1994 ontstaan. Volgens Frank Vaganée zagen de conservatoria stilaan in dat ze niet konden achterblijven ten opzichte van de ontwikkeling van jazzonderwijs in de omringende landen, en het was daarnaast ook duidelijk dat initiatieven als Jazz-Studio en buitenschoolse activiteiten veel succes kenden. Er ontstonden zo volwaardige vijfjarige jazz- en lichte muziekafdelingen in de conservatoria in Vlaanderen, en in het schooljaar 2001-2002 voegde ook het deeltijds kunstonderwijs de optie jazz en lichte muziek toe.
In Wallonië ontstond reeds in 1985 een jazzafdeling aan de muziekacademie "Marcel Désiron" in Amay, die hiermee als eerste muziekacademie in de Franstalige gemeenschap een jazzafdeling aanbood. Bijna elke Waalse provincie heeft anno 2015 een academie met een jazzafdeling.

### Voltijdse opleidingen
Permanente scholen met jazzopleiding:
- Koninklijk Conservatorium Brussel
- Koninklijk Conservatorium Luik
- Jazz Studio Antwerpen
- Koninklijk Conservatorium Antwerpen
- Hogeschool Gent Conservatorium
- Lemmens Instituut
- Kunsthumaniora Brussel
- De!Kunsthumaniora
- Universiteit van Luik
- MUDA instituut voor muziek en dans
- Music Mania / jazz

## Jazzerfgoed in België
Platen zijn broze geluidsdragers en kunnen gemakkelijk beschadigd of verloren raken. Nog erger gesteld is het met de "snijplaten" die in de studio op enkele exemplaren werden gegraveerd op materialen als glas of met was bedekt karton. Behalve de exemplaren die hier en daar in geluidsarchieven zijn bewaard, zijn de meeste oude jazzplaten dan ook verdwenen. Dankzij gedreven privéverzamelaars als Robert Pernet (van de collectie die zijn naam draagt) is wat kon gered worden nu nog te beluisteren.
Er is tot heden (anno 2015) nog maar weinig centrale coördinatie of samenwerking ter bevordering van het Belgische jazzerfgoed. Vermeldenswaardige initiatieven zijn de Collectie-Pernet door het Muziekinstrumentenmuseum te Brussel, het Fonds Robert Goffin, en de verwerving van de Collectie-Michiels door de Antwerpse Conservatoriumbibliotheek. Verder speelt La Maison du Jazz de Liège zijn rol als bewaarplaats en documentatiecentrum voor de Belgische jazz. Daarnaast zijn er nog een aantal privécollecties waar jazzhistorici gebruik van kunnen maken.

### Fonds Robert Pernet
De jazzhistoricus Robert Pernet (1940-2001) begon vanaf 1953 alles te verzamelen in verband met (voornamelijk Belgische) jazz. Dit resulteerde uiteindelijk in een collectie van meer dan 7000 opnames, ontelbare tijdschriften en boeken, en duizenden archiefstukken en foto's. Hij is ook de auteur van Jazz in Little Belgium, (1967) een boek over de geschiedenis van jazz in België en van een in 1999 verschenen Belgian Jazz Discography. Een jaar na zijn overlijden werd zijn collectie gekocht door de Koning Boudewijnstichting, die ze toevertrouwde aan de bibliotheek van het Muziekinstrumentenmuseum in Brussel. Daar is de inventarisatie van zijn verzameling nog volop aan de gang.

### Fonds Robert Goffin
Het archief van de Belgische jazzliefhebber Robert Goffin (1898-1984) bevindt zich in de Archives et Musée de la littérature (AML), een documentatie- en onderzoekscentrum voor literatuur dat gehuisvest is op de derde verdieping van de Koninklijke Bibliotheek van België in Brussel. Goffin is de auteur een baanbrekend werk over jazz uit 1932: Aux frontières du Jazz, het eerste boek ter wereld dat volledig gewijd was aan jazz. De persoonlijke bibliotheek van Robert Goffin bevat meer dan 2500 werken, en in het archief bevinden zich zijn manuscripten, correspondentie, krantenknipsels, voorwerpen en foto's.

### Collectie Albert Michiels
Albert Michiels (1923-2008), voormalig organisator van Jazz Hoeilaart, was een fervent verzamelaar van jazzmemorabilia. Zijn collectie documenteert zowel internationale als Belgische jazz en omvat zeldzame opnamen en partituren van jazzcomponisten en arrangeurs uit het interbellum en uit de jaren vijftig, zestig en zeventig. Deze verzameling bevat ook het archief van Jazz Hoeilaart en de private platencollectie van Michiels, en is gedeeltelijk gedigitaliseerd online te raadplegen.

## Livejazz
De laatste decennia worden er steeds meer jazzevenementen in België georganiseerd. Waar vroeger Brussel, Antwerpen en Luik de kern uitmaakten van livejazzevenementen, eisen nu ook Gent, Brugge en Limburg hun plaats op.
Onder de vele jazzfestivals is het Antwerpse Jazz Middelheim het bekendste. Daarnaast ontstonden ook meer kleinschalige festivals als het "Golden River City Jazz Festival" en het vernieuwde "Free Music Festival" in de Antwerpse Singel.
Jazz staat ook regelmatig op het programma van grote culturele centra als de reeds vermelde de Singel in Antwerpen, De Vooruit in Gent, De Werf in Brugge en het Kunstencentrum België in Hasselt.

## Bekendste jazzfestivals

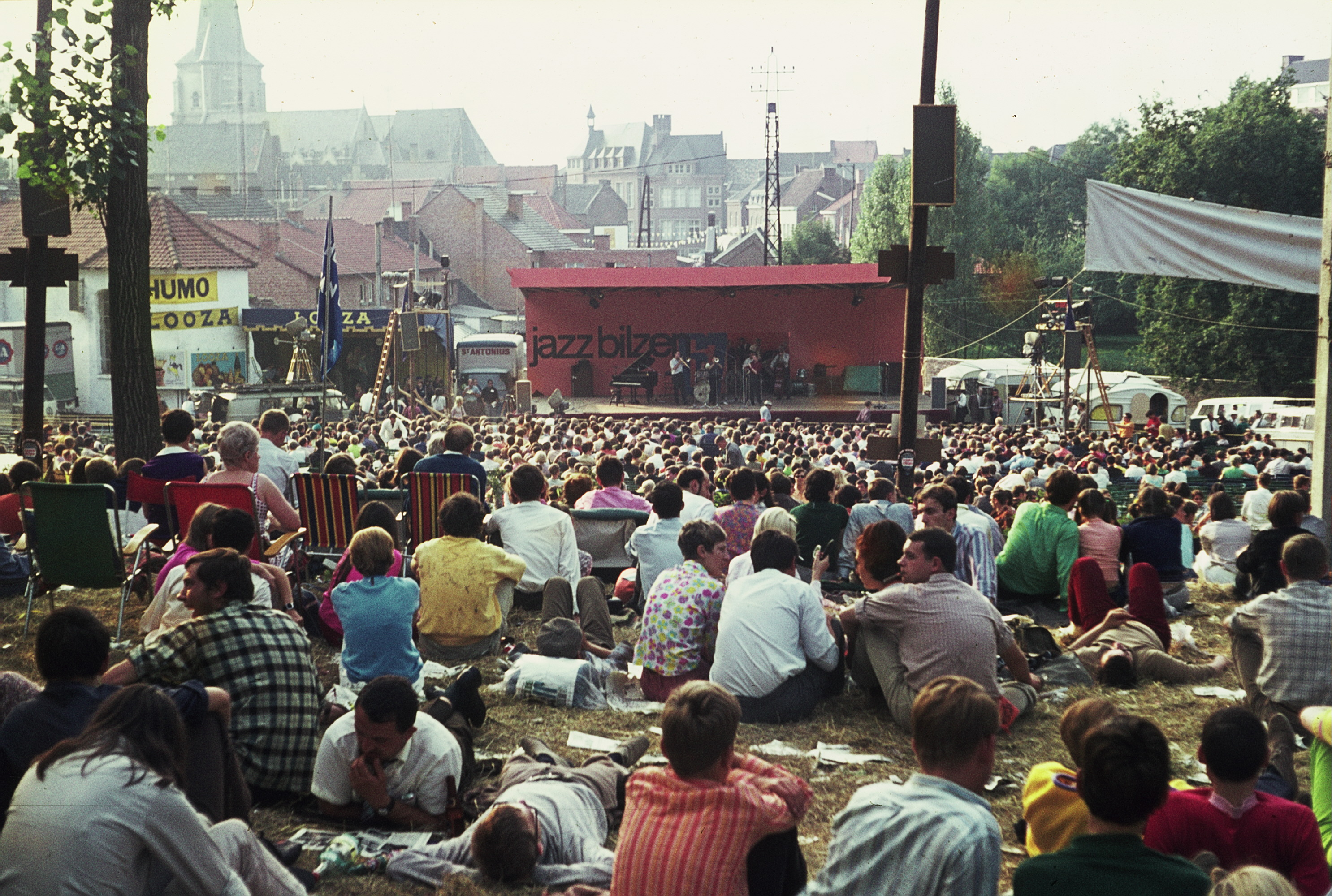
Jazz Bilzen 1967

- 1959-1966: het meerdaagse Jazz Festival International te Comblain-la-Tour, moeder aller Europese festivals en internationaal vermaard (werd later hernomen).
- 1965-1981: het festival Jazz Bilzen was een meerdaags evenement dat plaatsvond in het Limburgse Bilzen. Na enkele jaren werden ook pop- en rockgroepen geprogrammeerd.
- Sinds 1968: het openlucht-Django Reinhardt Jazz Festival wordt elk jaar in mei georganiseerd in zijn geboortedorp Liberchies, in de Belgische gemeente Pont-à-Celles.
- Sinds de jaren 1960: het Golden River City Jazz Festival is een jaarlijks en driedaags evenement in de Kortrijkse binnenstad. Het vindt ieder jaar plaats tijdens het eerste weekend van september.
- Sinds 1969: Jazz Middelheim is een tweejaarlijks evenement in Antwerpen dat in augustus op verschillende locaties plaatsvindt.
- Sinds 1977: Brosella Folk & Jazz is een jaarlijks gratis openluchtfestival in Brussel dat telkens op het tweede weekend van juli in het Groentheater (dicht bij het Atomium) plaatsvindt.
- Sinds 1993: Jazz in 't Park, een jaarlijks meerdaags festival met gratis toegang in het Gentse Zuidpark begin september.
- Sinds 1994: Djangofolllies is een jaarlijks festival dat de verjaardag van Django Reinhardt (23 januari 1910) viert. Het vindt plaats in een twintigtal verschillende locaties verspreid over heel België.
- Sinds 1995: Brussels Jazz Marathon.
- Sinds 1997: September Jazz, een eendaags jazzfestivalletje begin september in Brugge.
- Sinds 1998: het tweejaarlijkse festival Parkjazz, gedurende twee dagen begin juli, in het Kortrijkse Begijnhofpark.
- Sinds 2002: het Blue Note Festival Gent (of Blue Note Records Festival) – in 2008 omgedoopt tot Gent Jazz – start in juli een week voor de Gentse Feesten en vindt plaats in de tuinen van de Bijloke. Met een opsplitsing in een klassiek jazzluik (All That Jazz) en een fusionluik (All That Jazz?).
- Sinds 2002: het tweejaarlijkse festival Jazz Brugge, gedurende vier dagen rond eind september, begin oktober in verschillende Brugse zalen.
- Sinds 2011: het jaarlijkse festival Jazz Zottegem, gedurende twee dagen in juni in het Egmontpark.
- Sinds 2011: het jaarlijkse meerdaagse festival Leuven Jazz[66]

Zie verder: Lijst van Jazzfestivals/België

## Jazzprijzen
(Referentie: lijst op jazzinbelgium.com)
- Django d'Or (België): in België wordt de Django d'Or elk jaar afwisselend aan een Nederlandstalige en aan een Franstalige muzikant uitgereikt.
- Sabam Jazz Awards, afwisselend aan een Nederlandstalige en aan Franstalige muzikanten uitgereikt.
- RTBF/VRT Jazz Referendum met een 'Prijs van de Luisteraar' en 'Prijs van de Kritiek'
- Sax Awards: bestonden tot 1993. Werden uitgereikt door Belgische jazzcritici aan het beste album van het jaar, muzikant van het jaar, enzovoorts.
- Nicolas Dor SABAM Prize voor de beste Belgische jazzband die eigen gecomponeerde muziek speelt op het Jazz Festival van Luik.
- Octaves de la Musique / Jazz, ingericht door "Le Conseil de la Musique", RTL en SABAM; alleen voor Franstalig België.
- Klara Muziekprijzen / Jazz, uitgereikt door Radio Klara (VRT) met de Prijs van de Luisteraar voor het beste album van het jaar
- Toots Thielemans Jazz Award: jaarlijkse prijs voor studenten uit het Muziekconservatorium van Brussel.
- Maison du Jazz en Hainaut: een wedstrijd voor amateur jazzbands in november.
- ZAMU awards (Jazz) (Vereniging voor Zangers en Muzikanten) reikte in de periode 1994-2007 haar prijzen uit aan belangrijke namen in de showbusiness in België.
- JazzMozaïek Award, toegekend door het tijdschrift JazzMozaïek aan creatieve jazzartiesten uit Vlaanderen.
- Roger Vanhaverbeke Bass Trophy, met een eerste editie in 2011, is een wedstrijd voor bassisten als eerbetoon aan wijlen Roger Vanhaverbeke.

## Jazztijdschriften en nieuwsbrieven
- (nl)  Jazzmozaïek, driemaandelijks
- (fr)  Le Jazz D'Hortense (ex Jazz In Belgium), vier nummers per jaar
- (fr)  Nieuwsbrief "Des Lundis D'Hortense", maandelijks
- (fr)  Hot House News, maandelijks
- (fr)  Bulletin Trimestriel de la Maison du Jazz en Hainaut, driemaandelijks
- (nl)  Nieuwsbrief van "Jazz Centrum Vlaanderen"
- (en)  The International DEMS Bulletin (Duke Ellington Music Society), driemaandelijks
- (nl)  Jazzflits, maandelijks (zie externe link)

## Musea
- Jazz Centrum Vlaanderen, museum met documentatiecentrum in Dendermonde, Oost-Vlaanderen
- Jazz Station, museum met concerten in Sint-Joost-ten-Node, Brussels Gewest

## Belgische platenlabels die jazz uitbrengen
Enkele bekende inlandse onafhankelijke platenlabels zijn Igloo, W.E.R.F., Carbon 7, Lyrae, Mogno, Quetzal, Travers, Jazz'halo (Tonesetters-vkh), J.A.S., SoulFactory Records en Ispahan.

### Beluisteren
- The Golden Age Of Belgian Jazz: Heruitgave en compilatie van Belgische jazzclassics (1926-1978) geproduceerd door Félix Faecq. Oorspronkelijk bij het Jazz Club-label uitgebracht. Beluisteren van fragmenten van deze nummers op emusic

### Tijdschrift
- Jazzflits (Nederlands), Jazzmagazine voor Nederland en Vlaanderen (gratis te downloaden)